# Cyperus hoppiifolius
Cyperus hoppiifolius är en halvgräsart som beskrevs av Hendrik Uittien. Cyperus hoppiifolius ingår i släktet papyrusar, och familjen halvgräs. Inga underarter finns listade i Catalogue of Life.